# 8è districte de París
El 8è districte és un dels vint districtes de París, França. Es troba a la riba dreta del Sena.
Juntament amb els districtes 2n i 9è, conté un dels centres de negocis de París, centrat a l'Opéra Garnier. Segons el cens del 1999, és el districte amb més llocs de treball. Hi ha molts llocs d'interès, com ara els Camps Elisis, l'Arc de Triomphe o la Place de la Concorde. També hi ha l'Elisi, la residència presidencial de França. El 8è districte té una àrea de 3,881 km². Amb el seu paisatge urbà, tradició intel·lectual, història, arquitectura i ubicació cèntrica, el districte ha estat durant molt de temps la llar de la intel·lectualitat francesa. És un lloc important per a galeries d'art i botigues de moda.

## Llocs i edificis principals

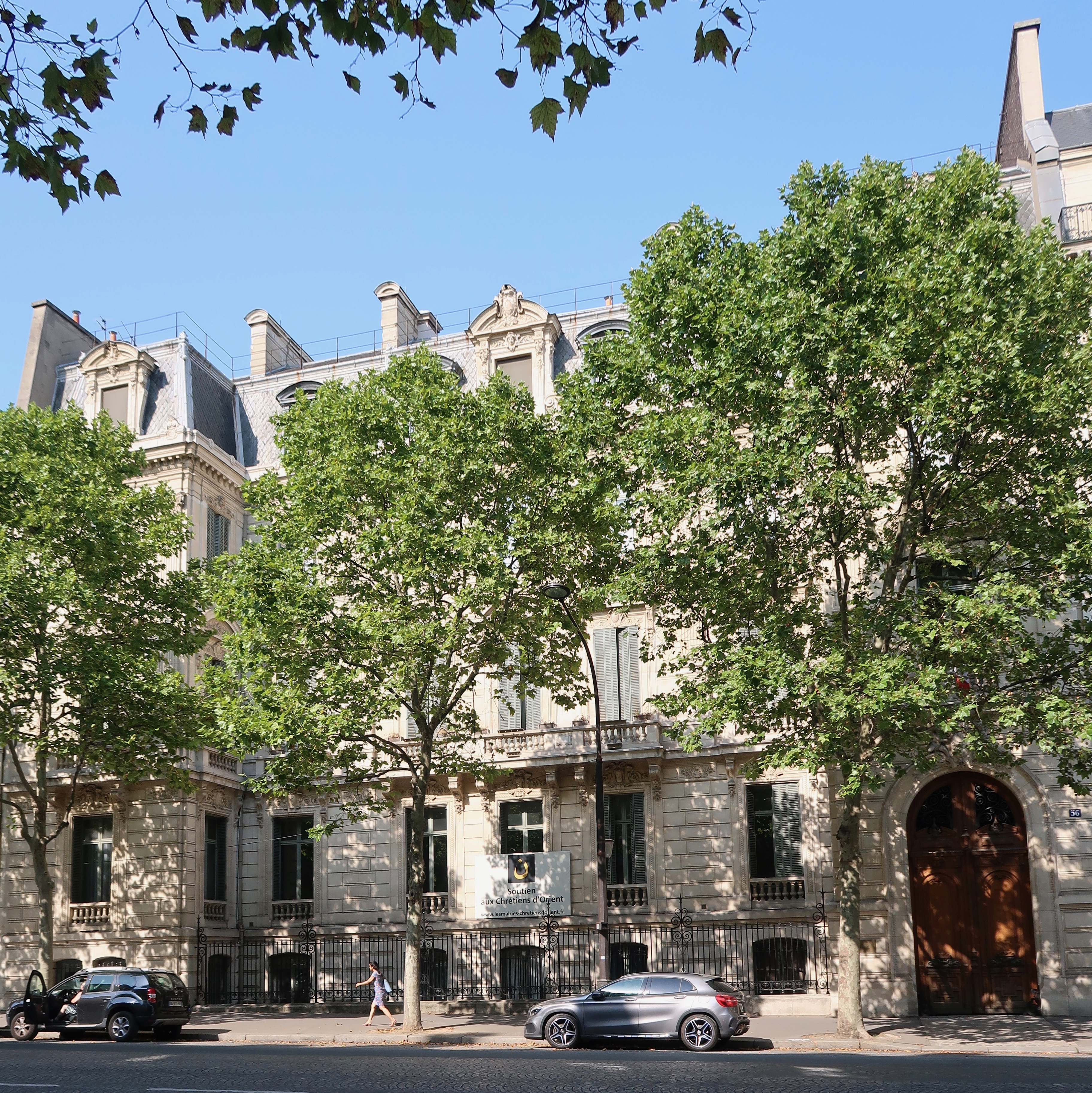
Façana de l'ajuntament,al boulevard Malesherbes.

El vuitè districte és un dels llocs més alts del poder de París. A més del poder polític representat per la seu del presidència de la República Francesa al Palau de l'Elysée i el ministeri de l'Interior a l'hôtel de Beauvau, també és un lloc de poder econòmic ja que concentra diverses seus d'empreses del CAC 40 (Bouygues, Vivendi, LVMH, Hermès, L'Oréal i Sanofi). També acull set ambaixades de països del G20: Estats Units, Canadà, Brasil, Regne Unit, Xina, Japó i Aràbia Saudita. També concentra think tanks, clubs i cercles molt tancats de l'elit econòmica: Institut Montaigne, Club des Cent, Travelers Club, Jockey Club, Automobile Club de França i cercle de la Unió Interaliada.
Aquest barri, com a lloc de residència i vida de l'alta burgesia, també compta amb nombroses botigues i allotjaments de luxe, especialment al triangle d'or, així com molts hotels de 5 estrelles (Le Bristol, l'hôtel de Crillon, la Plaza Athénée, La Trémoille, el George-V, l'InterContinental Marceau, el Royal Monceau i l'Fouquet's Barrière) i restaurants de 3 estrelles (Pavillon Ledoyen, Fouquet's  i Pierre Gagnaire).

## Demografia
El 8è districte va assolir la seva població màxima el 1891, quan tenia 107.485 habitants. Des d'aleshores, s'ha convertit en un districte més comercial que residencial. Al cens del 2021, la població era de 40,209 habitants.
Població històrica
| Any (dels censos francesos) | Població | Densitat (hab. per km²) |
| --------------------------- | -------- | ----------------------- |
| 1872                        | 75.796   | 19,535                  |
| 1891 (població màxima)      | 107.485  | 27,695                  |
| 1954                        | 80.827   | 20,832                  |
| 1962                        | 74.577   | 19,216                  |
| 1968                        | 67.897   | 17,495                  |
| 1975                        | 52.999   | 13,656                  |
| 1982                        | 46.403   | 11,956                  |
| 1990                        | 40.814   | 10,516                  |
| 1999                        | 39.314   | 10,130                  |
| 2021                        | 40,209   |                         |

## Barris
Cadascun dels vint districtes de París se subdivideix en quatre barris (quartiers). Aquests són els quatre barris del 8è districte:
- Quartier des Champs-Élysées
- Quartier du Faubourg-du-Roule
- Quartier de la Madeleine
- Quartier de l'Europe

## Llocs del 8è districte
Llocs d'interès
- Catedral d'Alexandre Nevski
- Église de la Madeleine
- Palau de l'Elisi
- Arc de Triomphe
- Théâtre des Champs-Élysées
- Grand Palais
- Petit Palais
- HEC Alumni
- Hôtel de Crillon
- Gare Saint-Lazare
- Pont Alexandre III
- Parc Monceau
- Liceu Chaptal

Carrers i places
- Avinguda dels Camps Elisis
- Place de l'Étoile amb l'Arc de Triomphe (parcialment)
- Place de la Concorde
- Rue du Faubourg Saint Honoré
- Boulevard Haussmann (també al 9è districte de París)
- Rue Pierre Charron